# Кампу Гранді (футбольний клуб)
«Кампу Гранді» (порт. Campo Grande) — бразильський спортивний клуб із однойменного району на заході бразильського мегаполісу Ріо-де-Жанейро. Заснований 13 червня 1940 року. Клуб відомий перш за все своєю секцією футболу.